# رحلة إلى مركز الأرض (فلم 1959)
رحلة إلى مركز الأرض (بالإنجليزية: Journey to the Center of the Earth) هو فيلم مغامرة تكيفه تشارلز براكيت من رواية تحمل نفس الاسم من قبل جول فيرن ، قام بتوجيه رحلة إلى مركز الأرض من أنتاج هنري ليفين والنجوم الفلم هم جيمس ماسون وبات بون وآرلين دال.

## مرحلة الإنتاج
كان الفيلم إنتاجًا مشتركًا بين فوكس و جوزيف، الذي كان له دور أساسي في المساعدة في تأسيس شركة فوكس في عام 1935، تم إنتاج الفيلم بواسطة تشارلز براكيت الذي قال:
تصف صورتنا العمل والأحداث، الشيء الخطير في جول فيرن هو أن كل ما يفعله هو سرد القصة في حلقات مثيرة، لكن قصصه دفعت الرجل دائماً نحو المجهول، ما حاولنا القيام به هو إعادة سرد قصته بأفضل طريقة ممكنة.
تمت كتابة السيناريو بواسطة والتر ريستش.
كان قد كتب الكثير من قصص الخيال العلمي للمجالات كافة

## استقبال الفيلم

### بوكس أوفيس
في وقت الإصدار، حققت رحلة إلى مركز الأرض نجاحًا ماليًا، حيث حققت أرباحًا بلغت 5 ملايين دولار في شباك التذاكر (بما يزيد عن ميزانيتها التي بلغت 3.44 مليون دولار).

### أستقبال حرج
في ذلك الوقت، قال الناقد السينمائي من نيويورك تايمز، بوسلي كروثر ، إن «رحلة إلى مركز الأرض» هي ... حقاً غير مبتكرة للغاية، ومواقف الناس تجاه بعضهم البعض نحو رجل غريب آخر يصادفهم استكشافه هناك في نفس الوقت هي تقليدية ومملة قليلاً.

### الجوائز
تم ترشيح الفيلم لثلاث جوائز أكاديمية لأفضل مجموعة من أعمال الديكور الفني ولأفضل صوت كارلتون فولكنر، فازت بالجائزة الذهبية للمرة الثانية لفرقة الدراما توب أكشن في عام 1960.

## روابط خارجية
- مقالات تستعمل روابط فنية بلا صلة مع ويكي بيانات